# Euthyone purpurea
Euthyone purpurea là một loài bướm đêm thuộc phân họ Arctiinae, họ Erebidae.